# Karl-Otto Koch
Karl-Otto Koch (2. srpna 1897 Darmstadt – 5. dubna 1945 Buchenwald) je znám především jako hlavní velitel koncentračního tábora Buchenwald, kde působil do roku 1942. Po přeložení byl hlavním velitelem koncentračního tábora Majdanek, za své neoprávněné machinace s majetkem vězňů, majetkem SS a kvůli naplánování vražd několika vězňů byl nakonec odsouzen k trestu smrti. Před koncem 2. světové války byl pak v dubnu 1945 rozsudek vykonán zastřelením. Jeho druhou manželkou byla známá Ilse Kochová, která byla za svůj brutální vztah k vězňům po válce odsouzena k doživotnímu trestu.

## Kariéra
Karl-Otto Koch po studiu pracoval v bance, byl však propuštěn kvůli zpronevěře. V roce 1931 se stal členem strany NSDAP a také členem SS, s hlavním šéfem SS Heinrichem Himmlerem udržoval dobré vztahy. Výcviku pro práci v koncentračním táboře se mu dostalo v Dachau pod velením Theodora Eickeho. Ještě než se Karl-Otto Koch dostal do Buchenwaldu, působil například v koncentračním táboře Sachsenhausen – již zde ho doprovázela Ilse. Nejvíce se však proslavil velením v Buchenwaldu – za něj tábor finančně vysoce prosperoval, SS vydělávalo za práci vězňů obrovské částky (samozřejmě se obohacovalo i na úkor zabavených cenností), vězňové pracovali totiž pro více než 100 různých společností okolo tábora. Známá otrocká práce byla i v kamenolomu poblíž tábora. Jeden z vězňů, kteří válku přežili, vzpomínal, jak je Koch v Buchenwaldu přivítal: „Takže teď jste tady, židovská prasata. Jakmile se jednou dostanete sem do tábora, není cesty ven. To si pamatujte – odsud se živí nedostanete.“ (Podobné přivítání, ač s narážkou na komíny od krematoria, se používalo běžně v Osvětimi.)

## Odsouzení
Karl-Otto Koch se snažil zbohatnout na vězních sám, stejně jako jeho žena Ilse, podezřelé byly i jeho machinace s majetkem SS. To se vedení SS nelíbilo, a proto byl Karl-Otto Koch přeložen v lednu 1942 do Majdanku. V roce 1943 byl však při návratu do Výmaru sousedícího s Buchenwaldem zatčen, vyšetřován a později odsouzen k trestu smrti za hrubé zacházení s vězni – krom neoprávněného obohacení mj. i za plánování vražd vězňů. Rozsudek byl nakonec vykonán až na konci války, 5. 4. 1945 byl zastřelen právě v koncentračním táboře Buchenwald.

## Zoo u tábora Buchenwald
Manželé Kochovi se zasloužili v Buchenwaldu rovněž o to, že za koncentračním táborem Buchenwald byla postavena menší zoo. Ta byla údajně věnována Hermannu Göringovi. Zoo byla za poplatek 1 marky přístupná i veřejnosti, mezi zvířaty byly například srnky, draví ptáci, ale i medvědi. Někteří vězňové pak po válce uváděli, že když byla zoo pro veřejnost zavřená, dozorci SS s vědomím Karla-Otta Kocha házeli některé vězně medvědům.

## Manželství s Ilse
Svou budoucí ženu Ilse potkal Karl-Otto Koch v roce 1935. To byl již čtvrtým rokem rozvedený a z prvního manželství měl syna Manfreda. S Ilse se vzali po dvou letech vztahu. V Buchenwaldu spolu obývali luxusní vilu Villa Koch a známý je také jejich blízký vztah ke psům. (Psy na vězně Ilse někdy sama štvala.) Ač jejich vztah nebyl úplně ideální (oba měli milostné poměry s jinými), měli spolu tři děti – v roce 1938 se jim narodil syn Artwin, v roce 1939 dcera Gisele, v roce 1940 pak ještě dcera Gudrun (ta ovšem zemřela po pár měsících). O děti se však často starala nevlastní sestra Karla-Otty, která po válce dokonce svědčila přímo proti Ilse. Syn Artwin a dcera Gisele jsou viděni s rodiči na mnoha dobových fotografiích. Artwin však spáchal v 60. letech sebevraždu, nedokázal se prý vyrovnat s tím, jací za války byli jeho rodiče.